# Ne félj!
A Ne félj! (Fear No More) a Született feleségek (Desperate Housewives) című amerikai filmsorozat huszadik epizódja. Az Amerikai Egyesült Államokban először az ABC (American Broadcasting Company) adó sugározta 2005.  május 1-jén.

## Az epizód cselekménye
A békés kertvárosi utcácskába beköszönt a tavasz és a szerelem, velük együtt pedig beköltözik a zöldszemű szörnyeteg! Bree közelében újra felbukkan a patikus George, és Rex minden alkalmat megragad arra, hogy éreztesse vele: ő igazán kis falat egy ilyen gyönyörű nő számára. Bár erről Mrs. Van De Kamp egy kicsit másként gondolkozik? Julie-nak hetek óta nem sikerül megszabadulnia Zach-től, ám egy Susan-nel történt szerencsétlen baleset végre jó okot ad rá. Zach azonban nem nyugszik bele egykönnyen szerelme elvesztésébe… Lynette-et sokként éri a felismerés, miszerint Annabel Foster, Tom régi barátnője – akit egykor éppen Lynette miatt dobott – Tom-mal dolgozik. Ráadásul már három hónapja! Lynette kiakad, őrülten féltékeny lesz, majd kétségbeesett lépéseket tesz a nő eltávolítására, később aztán Edie-től kér tanácsot. Ám a remek ötletnek tűnő vacsorameghívás balul sül el: a tökéletes család erőszakos reklámja lesz. Mike óva inti Susan-t, hogy Paul Young után szaglásszon, miközben Paul is érzi, hogy forró a talaj, ezért újabb hazugsággal próbálja eloszlatni Susan gyanakvását. Felicia fejében pedig szépen-lassan összeáll a kép a Young-család mocskos titkáról. Gabrielle kétségbe esik, amikor rájön, hogy sorozatos rosszullétei mögött a terhessége áll, majd hisztérikus rohamot kap, amikor rájön, hogy a terhesség hátterében Carlos mesterkedése áll. A Carlos börtönbe vonulásának tiszteletére rendezett partit pedig kínos botrányok sorozata fűszerezi…

## Mellékszereplők
- Doug Savant – Tom Scavo
- Christine Estabrook – Martha Huber
- Harriet Sansom Harris – Felicia Tilman
- Roger Bart – George Williams
- Melinda McGraw – Annabel Foster
- Richard Roundtree – Jerry Shaw
- Jeff Doucette – Father Crowley
- Brent Kinsman – Preston Scavo
- Shane Kinsman – Porter Scavo
- Lesley Ann Warren – Sophie Bremmer
- Zane Huett – Parker Scavo
- Lauren Cohn – Ginger
- Bill Ferrell – Tűzoltó
- Nikki Snelson – Eladónő
- Pat Towne – Phil

## Mary Alice epizódzáró monológja
- A narrátor, Mary Alice monológja az epizód végén így hangzik (a magyar változat alapján):

„A tavasz minden évben beköszönt a Lila Akác közbe. De nem mindenkinek jut eszébe, hogy egy pillanatra megálljon és beszippantsa a virágok illatát. Egyeseket túlságosan leköt a jövő felett érzett aggodalmuk, vagy a múltbeli hibáik miatti félelem. Másokat az foglalkoztat, hogy rajta ne kapják őket, vagy hogy ők hogy kaphatnának rajta másokat. És mégis, mindig akadnak olyanok, akik időt szakítanak arra, hogy elmerüljenek a tavasz nyújtotta csodákban. Ahogy mindig lesznek olyanok is, akik inkább a sötétben ücsörögnek, siratván mindazt, ami elveszett.”

## Epizódcímek szerte a világban
- Angol: Fear No More (Ne félj többé!)
- Francia: Mon mari à tout prix
- Német: Frühlingsgefühle (Tavaszi láz)
- Olasz: Senza più paura  (Ne félj többé!)